# Операціоналізм
Операціоналізм — напрям у філософії науки, основні ідеї якого сформулював у 1927 році фізик Персі Бріджмен.
Операціоналісти вважають, що справжній зміст понять, зокрема наукових, визначається не об'єктивною реальністю, відображенням якої є поняття, а сукупністю (множиною) експериментальних, «вимірювальних» операцій (звідси назва), за допомогою яких отримують дане поняття.
В результаті саме поняття — «реальність» тлумачиться прихильниками операціоналізму як результат збігу різних, незалежних одна від одної множин операцій; операції при цьому можуть бути не тільки «фізичними», а й «розумовими» — «паперово-олівцевими», «вербальними» (словесними) тощо.
Операціоналізм близький до неопозитивізму, а оскільки твердить, що об'єкти цілком залежать від діяльності суб'єктів,— і до прагматизму. Теза операціоналізму — «безпосередній досвід включає тільки речі у моїй свідомості» — свідчить, що він є різновидом соліпсизму.